# Buscando a Coque
Buscando a Coque (originalment coneguda com Persiguiendo a Coque) és una pel·lícula espanyola de comèdia romàntica escrita i dirigida per Teresa Bellón i César F. Calvillo en el seu debut com a directors de llargmetratges, basada en el seu curtmetratge de 2016 Cariño, me he follado a Bunbury. És protagonitzada per Alexandra Jiménez i Hugo Silva, i compta amb la participació del cantant Coque Malla interpretant-se a si mateix. Es va estrenar en cinemes espanyols per al 14 de febrer de 2024, de la mà de Filmax.

## Argument
César (Hugo Silva) i Teresa (Alexandra Jiménez) són una parella aparentment bastant feliç. Una nit, ella comet el acte impulsiu de tenir una relació íntima amb el cantant Coque Malla. Per si no fos prou, Coque Malla és l'ídol de César des d'alguns anys. Quan ella li ho confessa no li queda molt clar com reaccionar, no sols pel greu del fet sinó perquè es tracta més del seu ídol que del d'ella. A César no se li ocorre molt bé com solucionar això, així que decideix buscar al propi Coque Malla als carrers de Miami, ja que ja no es troba s Espanya. El trajecte a l'assolellada localitat de Florida els farà replantejar-se els seus 15 anys junts i les seves pròpies vides.

## Repartiment
- Alexandra Jiménez com Teresa
- Hugo Silva com César
- Coque Malla com Ell mateix

## Producció
La primera notícia sobre el projecte data de setembre de 2022, quan, durant el Festival Internacional de Cinema de Sant Sebastià, RTVE va anunciar la seva participació en el finançament de 46 projectes de pel·lícules, entre els quals s'incloïa Persiguiendo a Coque, que estava en desenvolupament com l'òpera preval dels directors Teresa Bellón i César F. Calvillo. El 20 d'abril de 2023, es va anunciar que la pel·lícula, el títol de la qual havia canviat a Buscando a Coque, havia començat el seu rodatge a la ciutat estatunidenca de Miami, amb Alexandra Jiménez i Hugo Silva com a protagonistes i amb el cantant Coque Malla interpretant-se a si mateix. A més de l'aparició de Malla, també es va anunciar que la pel·lícula inclouria temás mítics tant del seu vell grup Los Ronaldos com de la seva carrera en solitari, com "Déjate llevar" i "No puedo vivir sin ti", a més d'una cançó original composta pel cantant per a la pel·lícula, "Todo ocurrió de pie".
El pressupost de la pel·lícula és de 2.8 milions d'euros, incloent-hi un milió d'euros procedents de les ajudes generals de l'ICAA.

## Llançament i màrqueting
A la fi de novembre de 2023, Filmax va treure el pòster de Buscando a Coque i va anunciar que s'estrenaria en cinemes el 14 de febrer de 2024.

## Recepció

### Taquilla
En la seva primera setmana, Buscando a Coque es va estrenar a 90 cinemes, coincidint principalment amb les estrenes de Madame Web, Bob Marley: One Love, Priscilla i Boonie Bears: Back to Earth, entre altres cintes.

### Crítica
Buscando a Coque va rebre crítiques generalment positives per part dels crítics. Javier Ocaña de Cinemanía li va donar a la pel·lícula tres estrelles de cinc, descrivint la pel·lícula com "una comèdia romàntica de manual, amb estructura clàssica, diàlegs notables i situacions entre el quotidià i l'absurd, amb un punt de tendresa" i concloent que "el millor de la seva proposta no és només el bon retrat de la inseguretat i de la por a la comparació, sinó sobretot la convicció que el millor pot estar al costat i no en el cim de la fama". Jesús Martín d’AcciónCine també li va donar a la cinta tres estrelles de cinc, escrivint que Alexandra Jiménez i Hugo Silva "demostren una gran soltesa i eficàcia" i que els directors, Teresa Bellón i César F. Calvillo, "encerten amb el to neuròtic de la cinta", i també que "les diferents etapes del viatge estan solucionades amb ofici", a més d'elogiar la participació de Coque Malla, de qui va dir que "accepta de bon grat transformar-se en una caricatura de si mateix, per a exhibir l'aspecte menys glamurós d'algú que no necessita identificar-se amb el carnet", encara que també va lamentar que "es ressent de l'excessiu component de bogeria i volatilitat amb què està construït el relat". Antonio Fuentes Belando de Cinemagavia, escrivint que "si bé és cert que la trama podria ser completament absurda i insulsa, el guió se centra principalment en els diàlegs" i del seu repartiment principal va dir que "aconsegueix esbossar un somriure i fins a riallades durant el visionat", concloent que la pel·lícula "triomfa […] es deslliga del que podríem qualificar com “españolada” i es converteix en un títol d'allò més disfrutable". Martín Ortiz d’El Palomitrón va dir que els directors "exploren temes profunds i universals sobre les relacions de parella […] de manera enginyosa dins de la trama" i de l'humor va dir que "es converteix així en una eina poderosa per a abordar aquests temes […] El riure, en aquest context, actua com un pont que connecta a l'espectador amb les complexitats de les relacions humanes", a més d'elogiar el treball de Jiménez i Silva com a "naturalista i sincer, sense escarafalls".
Altres crítics van ser encara més benvolents. Rafa Jiménez d’eCartelera li va posar a la pel·lícula un 7 de 10, escrivint que el guió "parla com parla la gent" i que "té el potencial de gran públic sense remordiments per ser un tros de vida en el qual tots ens reconeixerem", i de la comèdia va dir que "és divertida però sense ser histriònica o excessivament cinematogràfica […] una comèdia molt pròxima i realista on cada acudit sorgeix de manera natural com en una conversa entre amics, a més d'elogiar la labor de Jiménez i Silva, dient que "eleven aquesta rom-com que no es penedeix ni gens ni mica de ser-ho", concloent que "és l'opció més completa, divertida i interessant per a absolutament tot tipus de públic en aquest Sant Valentí". Borja García Tejero de Butaca y Butacón li va donar a la pel·lícula quatre estrelles de cinc, dient que "simbolitza les nostres relacions vitals a través del desig pels mites, l'esperança i el retrobament amb la identitat" i que "no és la típica obra llefiscosa que beu dels milers de clixés explotats en altres produccions", a més de dir dels dos protagonistes que "estan esplèndids portant la batuta amb uns diàlegs eixelebrats" i dels directors que "demostren amb soltesa, tenacitat i passió la direcció d'una pel·lícula que farà no solament les delícies de tota parella sinó també d'aquell espectador que fuig de les comèdies romàntiques". José Pérez López de No solo cine va escriure que com a comèdia romàntica, la pel·lícula "va una mica més enllà de l'habitual" i que "té moments molt divertits, els diàlegs són molt bons", a més de descriure el treball de Jiménez i Silva com a "magnífic", concloent que el resultat final "és notable i augura un gran futur per a Teresa [Bellón] i César [F. Calvillo] en el món del 7è art".En el mitjà jove mundoCine  li van donar a la pel·lícula una qualificació de quatre estrelles sobre cinc descrivint-la com una “comèdia romàntica atípica” i “una comèdia genuïnament divertida”.
Tanmateix, no totes les crítiques de la pel·lícula van ser positives. María Ángeles Almacellas de Cinemanet li va donar a la pel·lícula un 5 de 10, descrivint-la com "una comèdia lleugera, sense massa pretensions" i el seu guió com "ben elaborat, encara que a vegades, de tan repetitiu i previsible, perd interès", destacant el seu retrat del que és l'amor com el millor de la pel·lícula, dient que "si prenem una certa distància i ens situem en perspectiva, veurem […] una realitat molt freqüent en els nostres dies, una amb les conseqüències que d'ella es deriven", concloent que és "una pel·lícula bastant insulsa, però que suposa una material molt bo per a una reflexió i un cinefòrum". Juan Luis Sánchez de deCine21 li va donar a la pel·lícula un 5 de 10, dient que al principi "sembla que serà massa absurd, encara que alguns diàlegs sorprenen gratament per la seva intel·ligència" i que "preval la comèdia, i la lleugeresa", afegint també que encara que "proposa alguna reflexió sobre la parella que mira una mica més enllà de l'habitual al cinema modern", la cinta trama aquest tema "amb un ritme pausat, i s'estanca en alguns trams", encara que dels dos protagonistes va dir que "treuen or d'alguns moments ben resolts". Gerard Casau d’Ara li va fer a la pel·lícula dues estrelles de cinc, dient que el seu punt de partida "sembla tret d'una novel·la de Nick Hornby" i que la seva execució demostra que "una ocurrència no és suficient per a sostenir una pel·lícula", escrivint també dels dos actors principals "queden abandonats per a defensar unes línies de diàleg que prioritzen l'enginy momentani a tota possibilitat de dotar de volum a les inseguretats […] dels seus personatges". Yoel González de Contraste li va donar al llargmetratge una estrella de cinc, descrivint-lo com "el clar exemple de com fer d'una traïció un acudit i estirar-lo com un xiclet és una cosa contraproduent per a qualsevol guió" i escrivint que "tot gira entorn del mateix tema; escoltada una broma, escoltades totes", per a al final concloure que "al final, l'espectador perd l'interès del que passarà, perquè s'intueix que no arribarà a cap costat assenyat i d'interès".

## Reconeixements
| Any  | Premi            | Categoria                    | Nominat                      | Resultat | Ref    |
| ---- | ---------------- | ---------------------------- | ---------------------------- | -------- | ------ |
| 2025 | XII Premis Feroz | Millor pel·lícula de comèdia | Millor pel·lícula de comèdia | Pendent  | [ 21 ] |